# 全日本アーチェリー連盟
公益社団法人全日本アーチェリー連盟（ぜんにほんアーチェリーれんめい）は、日本におけるアーチェリー競技を統括し、代表する国内競技連盟である。略称AJAF。名誉総裁は承子女王。
1968年まで、全日本弓道連盟が国際アーチェリー連盟 (FITA) に加入していたが、経費の問題から1968年末、FITAへの加盟権を譲り受けた。旧称日本洋弓会（にほんようきゅうかい）、日本アーチェリー協会（にほんアーチェリーきょうかい）。

## 沿革
- 1947年 - 日本洋弓会創立。
- 1956年 - 日本アーチェリー協会に改称。
- 1966年 - 全日本アーチェリー連盟に改称。
- 1969年 - 国際アーチェリー連盟、日本オリンピック委員会、日本体育協会（のちの日本スポーツ協会) に加盟。
- 1989年 - 社団法人化
- 2010年 - 公益社団法人化
- 2025年 - 機能不全により解散した日本身体障害者アーチェリー連盟の業務を引き継ぐ予定。

## 歴代役員

### 日本洋弓会
- 初代：菅重義 (1947 - 1956)

### 日本アーチェリー協会
- 理事長：小沼英治 (1956 - 1966)
- 会長：川上源一 (1959 - 1966)

### 全日本アーチェリー連盟

#### 名誉総裁
- 初代 - 高円宮憲仁親王 (2001 - 2003)
- 第2代 - 高円宮憲仁親王妃久子 (2003 - 2018)
- 第3代 - 承子女王 (2018 - )

#### 会長
- 初代 - 愛知揆一 (1966 - 1973)
- 第2代 - 山田久就 (1973 - 1978)
- 第3代 - 田中良一 (1978 - 1984)
- 第4代 - 安倍晋太郎 (1984 - 1992)
- 第5代 - 海部俊樹 (1992 - 2005)
- 第6代 - 安倍晋三 (2005 - 2022) 任期中、国務大臣在任中の2020年10月までは職務停止[3]。

## 役員
2025年現在。
- 名誉総裁 - 承子女王
- 名誉顧問 半田 晴久
- 会 長 世耕 弘成
- 副会長 上月 良祐
- 副会長 松丸 喜一郎
- 世耕 弘成 会長
- 理 事 田中 伸周 代表理事 兼 理事長普及部長
- 理 事 砂盛 京子 総務部 部長
- 理 事 渓 充 総務部 副部長
- 理 事 小澤 純史 国際部 部長
- 理 事 河合 徳之 強化部 部長
- 理 事 樋口 彰紀 強化部 副部長
- 理 事 髙坂 幸美 強化部
- 理 事 髙山（水野）樹里 強化部
- 理 事 小杉 理加 競技部 部長
- 理 事 小高 映基 競技部 副部長
- 理 事 菅原 正幸 競技部 国スポ担当
- 理 事 篠原 正俊 競技部
- 理 事 内間 春野 普及部 副部長
- 理 事 櫻木 由美子 普及部
- 理 事 野崎 剛 普及部
- 監 事 山下 泰生  監 事 祝迫 修
- 監 事 田中 俊之

（「2025年度・2026年度　公益社団法人全日本アーチェリー連盟役員名簿」より）

## 組織
- 全日本学生アーチェリー連盟
- 全国高等学校体育連盟アーチェリー専門部

## 主な大会
- 全日本ターゲットアーチェリー選手権大会
- 全日本室内アーチェリー選手権大会
- 全日本フィールドアーチェリー選手権大会
- 全国高等学校総合体育大会アーチェリー競技大会
- 全国高等学校アーチェリー選抜大会